# タイのイスラム教

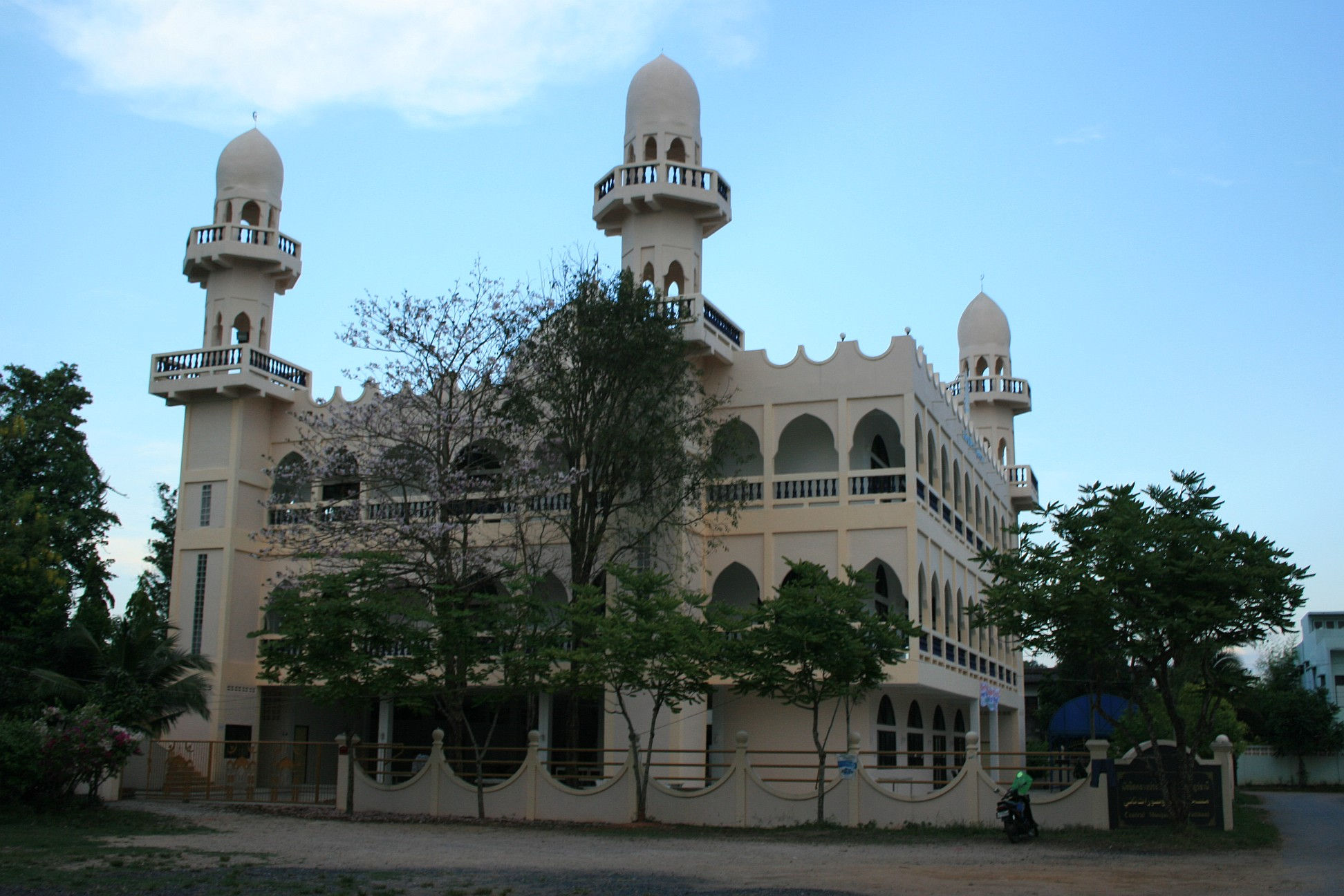
スラット・タニモスク

本項目ではタイのイスラム教について記述する。

## 概要
近年の統計では約400万人がムスリムとされており、少数派の宗教と言える。タイには世界中の移民が集まっているものの、ムスリムのほとんどがスンナ派に属する。

## 人口動態と分布
国内のムスリムの大部分は、ヤラーやパッターニー、ナラーティワートの南端3県に居住する。しかしながら外国問題省の調査では、ムスリムの18%しか当該地域に住んでいないという。残りは国内各地に点在しており、バンコクや南部地域に最も多い。マレーシアと国境を接するサトゥーン県も多くのムスリム人口を誇る。
国家統計局によると、現在のタイ南部のムスリムは、他の各年齢層で3%にも満たなかった一方で、15歳未満では30.4%に上ったという。

## 歴史
シャムではコロマンデル海岸出身のインド系ムスリムが、宮廷において宦官として仕えた記録が残っている。

## 民族とアイデンティティ

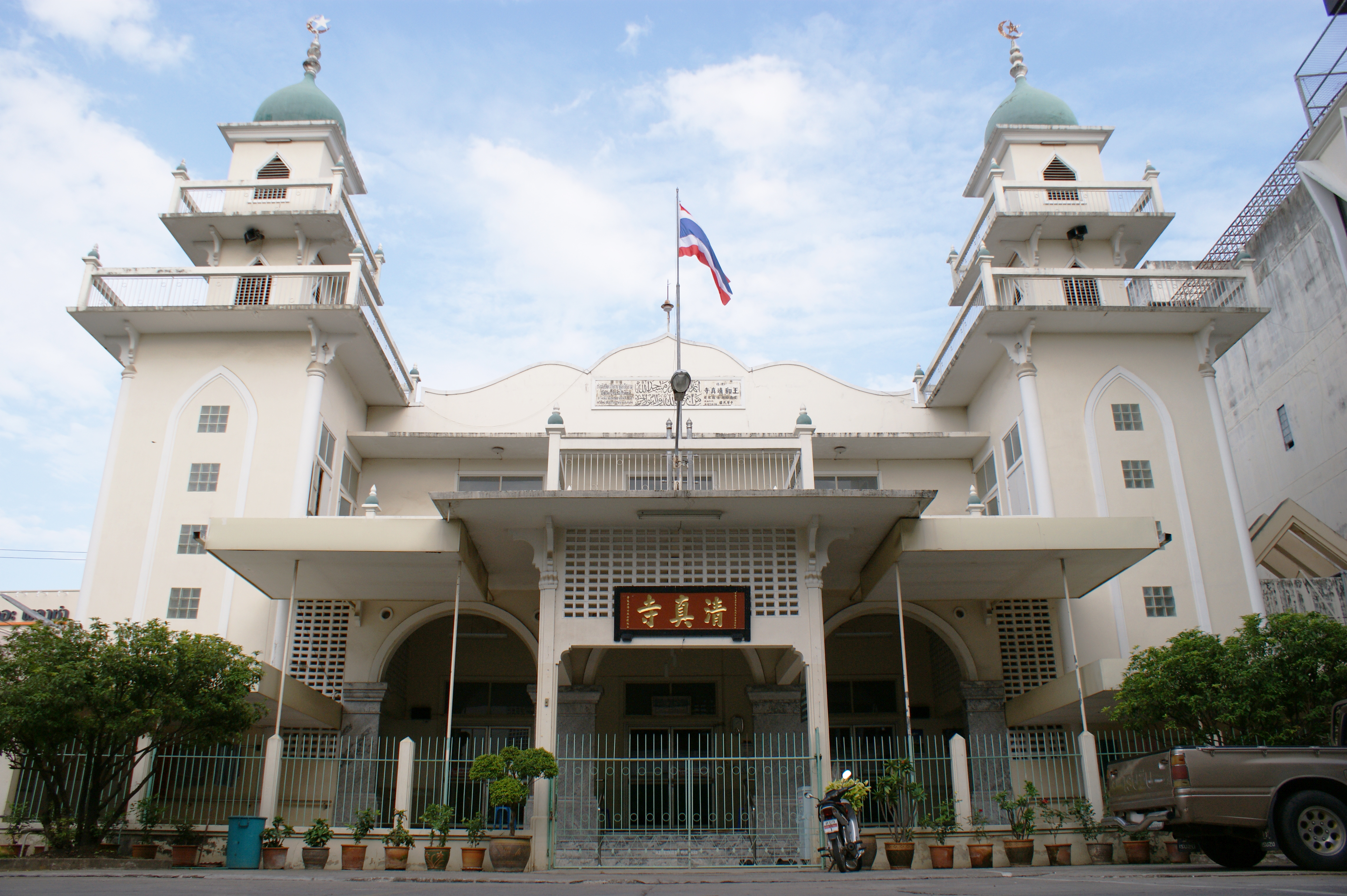
バーン・ハウモスク

国内のムスリム人口のうち3分の2はマレー系ではあるが、土着民に加え中国、パキスタン、カンボジア、バングラデシュ、マレーシアの他インドネシアの各国から移住してきた民族集団がおり、多種多様である。

### 土着民
多くのタイ系ムスリムは民族的にも言語的にもタイ人であり、代々ムスリムであったり結婚によりムスリムとなったか、近年の改宗によるかのいずれかである。主として中央及び南部諸州に居住し、ムスリムのみの共同体から混住に至るまで、居住形態は様々である。
ソンティ・ブンヤラットカリン元タイ王国陸軍大将は土着のタイ系ムスリムの一例である。遠く離れたペルシア人の血を引いており、先祖に当たるシェイフ・アフマド・コミはアユタヤ王国に26年間居住したイラン系商人であった。ブナン、アフマドチュラの各家を含む多くのタイ人は、シェイフ・アフマド・コミの家系とされる。

### マレー系ムスリム
南端諸州においては地元のムスリムの大部分がマレー人の血を引く。口語ではティリヨ人としても知られるが、タイ語話者とは相互理解が不可能なほど、マレー語の方言を話す。タイのマレー系ムスリムが文化的に独自のアイデンティティを有する所以である。
南部地域におけるマレー系のほとんどは、19世紀に設立されたが、その後シャムに併合されたイスラム系マレー人王国である、パッターニー王国があった地域に古くから住んでいる。同様にマレーシア北部にはタイ系少数民族が存在。

### 中国系ムスリム

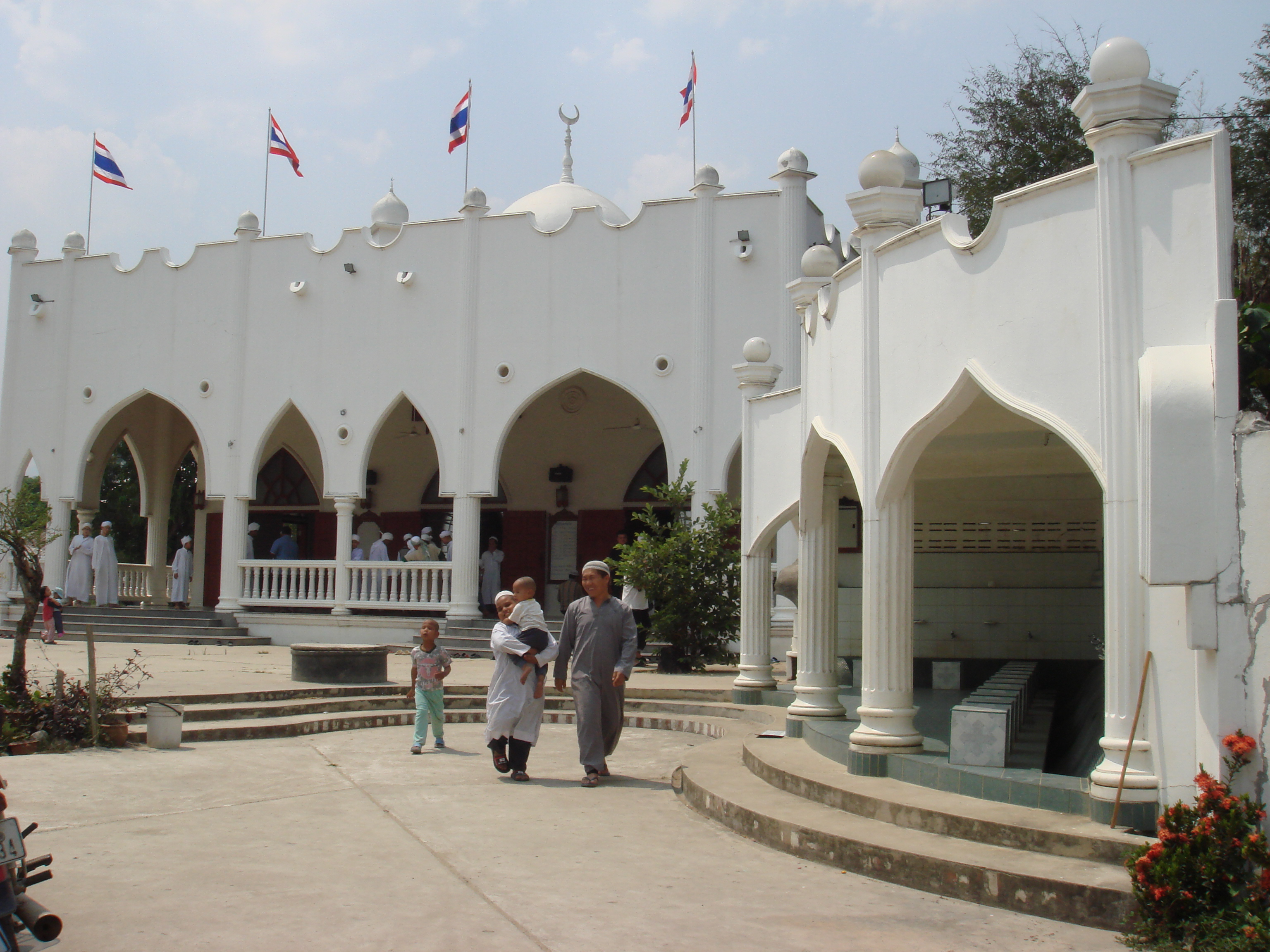
タイ北部のモスク内部を散策する中国系ムスリム

最北部では一部の中央及び南部の都市地域と同様、回族の血を引くタイ系ムスリムが若干いる。ほとんどの中国系ムスリムは、タイ語で「チン・ホー」（Chin Ho）または「ハウ」（Haw）と呼ばれる集団に属する（チン・ホーのほとんどはムスリムではない）。
歴史家の中には、「チン・ホー」という名称が「チン」（中国）と「ホー」（回族）の合成語として説明できるため、中国から回族系ムスリムの伝統を伝えた商人や移民であると見なす者もいる。最も有名な中国系モスクの1つとして、チェンマイ県にあるバーン・ハウモスクが挙げられる。

### ムスリム集団
ロヒンギャのような民族集団は、ミャンマーとの国境に程近い多くの小都市のみならず、国内の難民キャンプや漁村に点在する難民や経済移民である。タイ北部は多くの中国系ムスリムの故地であるばかりか、多くのミャンマー人や中国系ミャンマー人、あるいはパキスタン系ミャンマー人の故地でもある。

### その他アジア系ムスリム集団
チャム系ムスリムなどは本来カンボジア出身であり、深南部以外にも双方の国境とバンコクとの間に住む。インド人やバングラデシュ人、パキスタン人を含む南アジア人は、裕福な経営者から低賃金労働者に至るまで、専門職に従事。この他ブギス族やジャワ族、ミナンカバウ人といったインドネシア系ムスリムがいる。
フランス人旅行者ギー・タシャールの記録やペルシア人外交官による1685年の報告によると、当時のシャムにはシーア派ペルシア人共同体が相当数あり、一部儀式についてはシャム王から補助金を受けていたという

## タイ系ムスリムの独自性
神学の訓練を受けた一部信者を除き、国内のイスラム教の教義は仏教と同様、インドネシアやマレーシアといった東南アジア諸国のように、他宗教との習合が進んでいる。なかんずく南部では、悪魔払いに用いられるマレー人特有のアニミズム文化と、地元のイスラム教の儀式とが相互浸透しているため、線引きが難しい。

## 崇拝の場
タイ国立統計局は2007年、モスクが3,494ヶ所あり、そのうちパッターニー県が最多（636ヶ所）と発表。また宗教問題省によると、モスクの99%がスンナ派、残りの1%がシーア派に関係があるという。

## 統治と教育

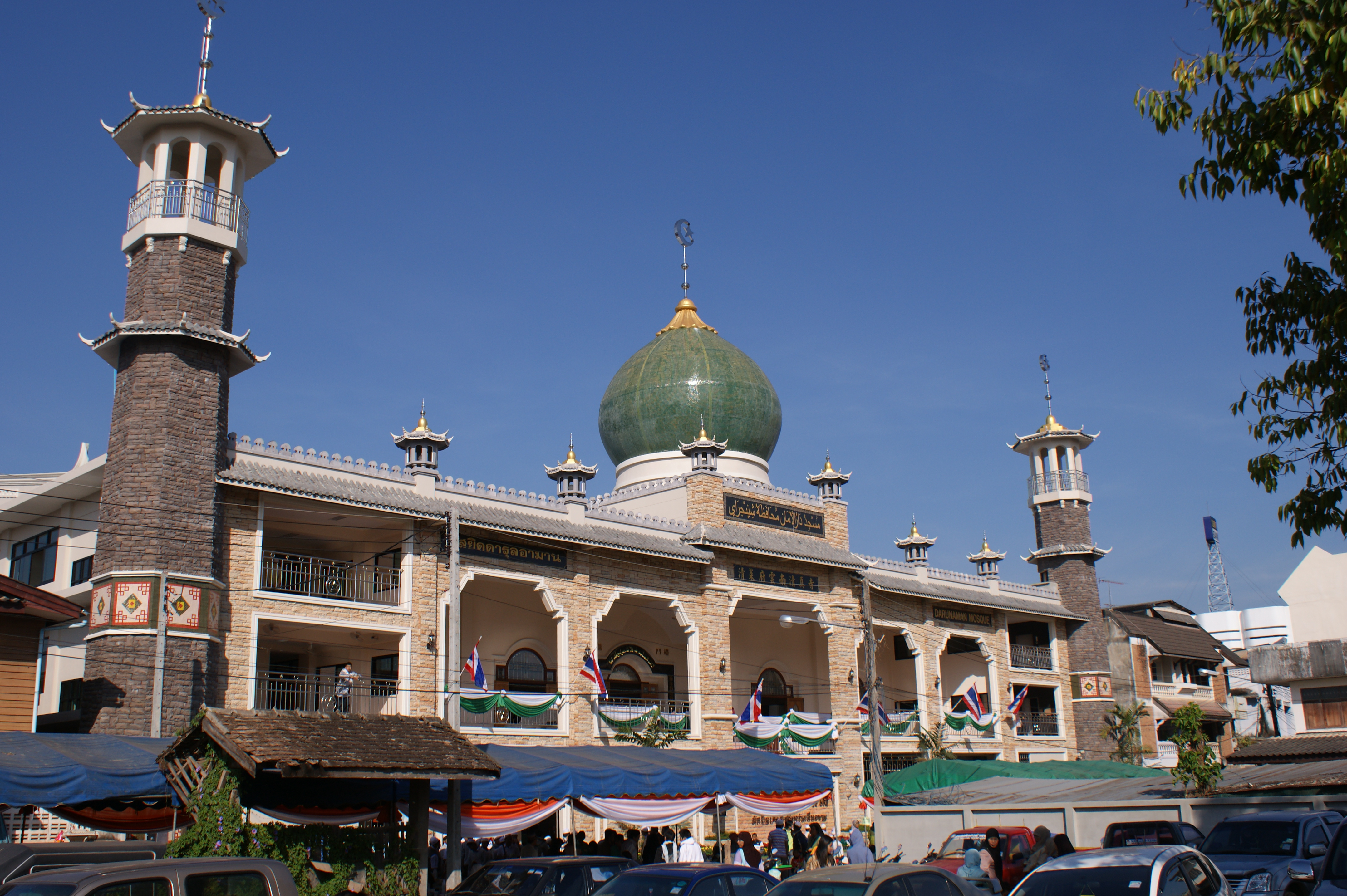
ダルナマン・モスク

チュララチャモントリとはシャイフ・アルイスラームの称号である。同称号はアユタヤ王国のソンタム王が、シェイフ・アフマドを仕官に任命した時に初めて使用した。その後現在のイスラム教組織管理法（1997年）により、首相の助言の下国王により任命されることとなった。
チュララチャモントリは国内のあらゆるイスラム教の問題に取り組んだり、政府機関に同教の問題について助言する権限を有するが、死亡すれば返上される他、首相の助言の下国王により罷免される。
また、ムスリムの中から国王により任命される、少なくとも5名の評議員から構成されるタイ中央イスラム教協議会（CICOT）がある。CICOTはイスラム教の問題に関して首相や内務省に助言を行う。総裁はチュララチャモントリが勤める。この他、県イスラム教協議会が相当数のムスリム系少数民族がいる県に存在。
イスラム教教育機関への財政支援や一部モスクの建築支援、メッカへの巡礼への財政支援など、政府とムスリム共同体との間の結び付きがある。
タイイスラム銀行などのイスラム銀行のみならず、初等、中等を問わず数100校ものイスラム教学校もある。市場に出回っている食品のほとんどは、誰が食べるかに関係無くハラールの認可を受けている。